# Hongdu GJ-11
Hongdu GJ-11 Sharp Sword – prototypowy chiński, bezzałogowy bojowy aparat latający (UCAV – ang. unmanned combat aerial vehicle), przeznaczony do atakowania silnie bronionych celów naziemnych na głębokim zapleczu potencjalnego przeciwnika.

## Historia
Pierwsze informacje o nowej chińskiej maszynie pojawiły się w 2013 roku. Wybudowano co najmniej dwa latające prototypy, których nieoficjalne zdjęcia ukazywały się w środkach masowego przekazu. Pierwsza oficjalna prezentacja odbyła się 1 października 2019 roku w trakcie defilady z okazji 70-lecia proklamowania Chińskiej Republiki Ludowej w Pekinie. Na defiladzie zaprezentowano makietę maszyny, odbiegającej wyglądem od opublikowanych wcześniej zdjęć. GJ-11 zbudowano w układzie latającego skrzydła, sylwetka maszyny ma zapewnić jej obniżenie sygnatury radarowej. W odróżnieniu od prototypów, na których zainstalowano standardowe silniki WS-13 z dopalaczem (chińska odmiana rosyjskiej jednostki RD-93), z klasyczną dyszą wylotową, makieta ma płaską dyszę. Dzięki takiemu rozwiązaniu większemu rozproszeniu ulegają opuszczające dyszę gorące gazy wylotowe, przyczyniając się do obniżenia sygnatury termicznej samolotu. Płaski kształt dyszy udało się uzyskać prawdopodobnie dzięki usunięciu dopalacza, pozostając prawdopodobnie przy tej samej jednostce napędowej WS-13. Możliwe jest również wykorzystanie innych, dostępnych w Chinach niewielkich silników WP-7 lub WP-13. Wlot powietrza do silnika znajduje się nad krawędzią natarcia płata. Tunel dolotowy do silnika opływa kadłub od góry, zaginając się w celu osłonięcia łopatek pierwszego stopnia sprężarki silnika co również przyczynia się do obniżenia sygnatury radiolokacyjnej samolotu. 
Maszyna ma charakter ściśle bojowy. We wnętrzu kadłuba znajdują się dwie komory bombowe. W każdej z nich może znaleźć się pojedyncza bomba szybująca o masie 500 kg każda lub po dwie 100 kg bomby naprowadzane według satelitarnych współrzędnych. Komunikacje na dystansie 1000 km, na tyle szacowany jest promień bojowy konstrukcji, ma zapewnić łącze satelitarne, którego antena wpisana jest w obrys górnej powierzchni kadłuba. Samolot wyposażony jest w radiolokator, którego anteny wpisane są z kolei w krawędź natarcia maszyny. Niewykluczone, iż obok wersji lądowej, zbudowana zostanie również wersja morska, przeznaczona do operowania z pokładu lotniskowca.  